# Laishevsky (distrito)
Laishevsky é um distrito do Tartaristão, uma das repúblicas da Rússia.